# 大卫·恩戈
大卫·恩戈（法語：David N'Gog，1989年4月1日—）是一名喀麥隆裔前法國職業足球員，擔任前鋒。他的表兄是法國國腳保桑。最後效力立陶宛足球超級聯賽球會扎尔吉里斯足球俱乐部。

## 生平

### 球會
早年
尼哥的足球事業始於法國首都球隊巴黎聖日耳門，在2006年6月該隊與尼哥簽下合約，期間尼哥多次入選法國多個年齡組別的國家足球隊。早在2005年時，尼哥就第一次代表巴黎聖日耳門亮相。不過在那個賽季，他並沒有獲得聯賽上場機會。2006/07年賽季，尼哥也僅8次進入聯賽大名單，4次替補出場，一共也只踢了63分鐘，除了一腳射門外再沒貢獻其他的技術統計。
在2007/08年賽季剛開始時，尼哥得到了大量的上場機會。從2007年9月23日主場對波爾多至2008年1月13日主場對朗斯，他連續11場出場，其中8場正選，但尼哥只取得一個入球，助攻一次。也許正是因為這樣，尼哥在後面的比賽中僅僅替補出場3次。整個賽季共出場14次，共656分鐘，一個入球，助攻一次，傳出7次關鍵球。而正是由於在後半個賽季幾乎沒上場機會，使尼哥自己覺得不受重用，於是在合約還剩一年到期時選擇不與球隊續約，巴黎聖日耳門也只能在2008年夏天將他賣出。但在巴黎，尼哥也第一次體驗到了成功的滋味，他隨隊奪得了2008年的法國聯賽盃冠軍。
利物浦
2008年7月24日，英格蘭的利物浦足球俱樂部向巴黎聖日耳門以150萬英鎊收購尼哥，與他簽下4年合約。尼哥首次為利物浦上陣是一場友誼賽對陣維拉利爾，2008年7月30日他在另一場友誼賽對陣格拉斯哥流浪的賽事中取得他加盟後第一個入球。然後，他在利物浦陸續取得入球，他在另一場賽季前的友誼賽，協助球隊以4-1擊敗挪威球隊華拉倫加。在英超中，尼哥首次上陣是在聯賽對陣阿士東維拉的賽事，後備入替費蘭度·托利斯。尼哥在歐聯小組賽對PSV燕豪芬的賽事中，射入代表紅軍正式比賽的首個入球，助球隊3-1獲勝。2009年2月7日，尼哥首度在英超聯賽正選上陣對樸茨茅夫，在2009年3月3日對新特蘭的聯賽中射入一球，助紅軍2-0獲勝。
尼哥在2009/10年賽季取得的首個入球是在主場以4-0擊敗史篤城的賽事。這是他在利物浦正式比賽的第4個入球，其中3個是在英超聯賽。在隨後的一個月，他接著取得入球，在英格蘭聯賽盃第三輪賽事，作客1-0擊敗列斯聯。10月25日，在主場對陣曼聯的關鍵賽事，他後備入替球隊射手費蘭度·托利斯，在第96分鐘射入一球鎖定勝局，協助球隊以2-0擊敗曼聯。
在新領隊鶴臣上任後的首場正式比賽，尼哥獲得正選機會，並且梅開二度協助球隊在歐霸盃外圍賽第三圈首回合以2-0擊敗拉布尼基。
保頓
2011年8月31日，利物浦官方网站宣布，尼哥正式转会加盟博尔顿，他和保頓签订了一份为期三年的合同。

### 國家隊
尼哥曾入選多個年齡組別的法國國家足球隊，而且表現出色。現時是法國U21的重要一員，但他現在仍然可選擇為喀麥隆國家足球隊效力。

## 榮譽
巴黎聖日耳門
- 法國聯賽盃 冠軍：2008年

## 外部連結
- 足球数据库：恩戈的球员统计数据
- ESPN Soccernet 恩戈檔案 （页面存档备份，存于）
- 巴黎聖日耳門 恩戈檔案（页面存档备份，存于） （法文）
- UEFA.com 恩戈檔案 （页面存档备份，存于）
- LFCHistory.net 恩戈檔案 （页面存档备份，存于）
- 利物浦官方網站 恩戈檔案